# 6·23惠州专线大巴碰刮事件
6·23惠州专线大巴碰刮事件，又称6·23惠州特大交通事故，是一系列于2009年6月23日发生在中华人民共和国广东省惠州市惠城区的交通肇事的合称，当中包括一起致命交通肇事。当日18时31分至18时38分之间，惠州市诚通运输有限公司889线车长李国清驾驶一台车牌号为“粤L·36217”的889线公交车，沿该线的正常运营路线冲撞沿途车辆，致4人死亡、11人受伤、28辆机动车及2辆非机动车受损，并造成逾人民币56萬元的经济损失。惠州警方在当日18时38分拦截肇事车辆，并逮捕肇事车长；该车长于事发后两日，即6月25日17时被惠州市检察机关正式批准逮捕。

## 背景

### 肇事车长
肇事车长李国清，男性，1963年4月27日出生，湖北省老河口市人。其于1996年8月30日考获机动车驾驶证，并在湖北驾驶公交车至2000年。2001年，其在一次与他人打架时被砖块砸伤头部，造成脑震荡；此后，其曾因借车问题与他人发生纠纷，并将借车者砍伤。
2008年5月12日，李国清入职惠州市运通实业有限公司，为889线车长；后于7月23日随889线经营权变更而转投惠州市诚通运输有限公司，并于2009年5月续约。其在与运通公司及诚通公司的第一个合约期内有7次交通违法纪录（包含4次超速、1次超载、1次违反禁令标志及1次违反灯号）和3次事故纪录（包括2次一般交通事故及1次压坏加油机零部件），但诚通公司仍在其第一个合约期到期后同意与之续约。诚通公司的其余职员在接受传媒采访时，称该车长性格内向、脾气暴躁，与同事间关系不佳，亦常被乘客投诉。而在事发之前，其曾向诚通公司告假11日，及后又延假一周，至2009年6月21日才返回惠州上班；有职员认为是该车长家中出事，对其造成刺激。
2009年6月22日，李国清因身体不适而再向车队告假数日，并获车队批准。但在事发当日16时30分许，车队队长致电李国清，要求其顶替另一名车长的班，遭李国清拒绝。车队队长之后再次致电李，要求其必须替班；李才勉强答应该要求，并带齐各类上岗证件至惠州火车站广场等候，直至18时24分许才等到其需要驾驶的车辆（即肇事车辆）进站。当班调度人员称李在等候过程中“蹲在地上，双手抱头，一言不发”，亦不回应其问候，并指其当时的精神状态不符合所属公司规定的允许驾车的情形；但其余同事皆以为其当日不值班，便没有在意。李在原驾驶肇事车辆的车长下车后，直接登车将空车驶离。但也有传媒在报道中引述当班调度人员的说法，指李国清在将肇事车辆开出约30米后，要求值乘肇事车辆的乘务员下车，并在乘务员下车后驾驶空车离站。

### 涉事公交路线
涉事公交路线为惠州市诚通运输有限公司经营的889线（即现今由惠州市东江公共汽车运输有限公司经营的208路），由惠州火车站开往新圩塘吓村。该路线曾由惠州市运通实业有限公司经营，而在2008年7月23日，运通公司将该线转交至新成立的诚通公司经营。
在事件发生前，曾有多位网民在当地论坛发帖，抱怨该路线服务质素低下，并有网民在回帖中称“这路车迟早是要发生大事故的”。

## 事件经过
下表记载了依照时间顺序排序的事故过程：
| 时间                     | 地点                   | 描述 |
| ------------------------ | ---------------------- | --- |
| 18:31                    | 惠州大道三新北路口     | 肇事车辆在该路口先后撞击一台银色轿车和一台蓝色轿车，其中银色小轿车遭撞击后被肇事车辆推行数百米，蓝色小轿车被撞至对向车道，并撞上一台出租车。此外，亦有一台农用车被撞翻。该事故共造成4人受伤                    |
| 间中与数台汽车有刮擦记录 |                        | |
| 18:33                    | 云山西路市政府门口     | 肇事车辆在该路段先撞击一台同向行驶的商务车，再刮擦一台对向行驶的轿车。该事故未造成人员伤亡 |
| 18:34                    | 丽日购物广场江北店门口 | 肇事车辆在该路段先后撞击两辆自行车，两辆自行车均几乎被轧成麻花状。该事故共造成2人受伤，均为自行车骑士 |
| 18:35                    | 惠州大桥北桥头         | 肇事车辆在该路段逆向行驶，一台对向行驶的黑色轿车避让不及而被肇事车辆撞击。该事故未造成人员伤亡 |
| 18:36                    | 惠州大桥               | 肇事车辆在该路段将一台广州牌照轿车撞开，随后再次撞击该车；轿车在原地旋转720°后铲上人行道，并撞毁桥面护栏，但未有坠下桥面。该事故未造成人员伤亡                                                                 |
| 18:37                    | 下角南路、鳄湖路       | 肇事车辆在该路段先撞击一台等待红绿灯的轿车，轿车遭撞击后又再撞击一台轿车和自行车；随后，肇事车辆又撞击一台对向行驶的面包车。该事故共造成5人受伤，包括涉事自行车骑士及一名孕妇                                  |
| 18:37                    | 75200部队驻地附近      | 肇事车辆在该路段撞击对向行驶的两台轿车及一台货车，三车“卡成一团”。该事故未造成人员伤亡 |
| 18:38                    | 鳄湖路城区政府路口     | 肇事车辆在该路段逆向行驶，并撞击一台对向行驶的车牌号为“粤L·A8480”的出租车；出租车被撞飞后再被一台货车追尾，最终被夹在一台轿车与两台货车之间，车身严重变形。该事故共造成4人当场死亡，分别为出租车上的司机及乘客 |

惠州市公安局接到民众拨打110报警后，即部署沿途交巡警拦截肇事车辆。第一宗事故发生后，有巡警驾驶警用摩托车试图拦截肇事车辆，但未成功。而在上述最后一宗事故发生后，李国清先下车查看情况，随后倒车离开。不久后，该车在天元路口与一台出租车几乎相撞时熄火，之后有警察冲上肇事公交车辆，将李国清制服。随后，警方关闭了鳄湖路的有关路段，并于当晚20时30分重新开放。

## 事后

### 官方反应
事件发生后，中国共产党惠州市委员会书记黄业斌、惠州市人民政府市长李汝求作出指示，中共惠州市委常委、中共惠州市委政法委员会书记、惠州市公安局局长李达文，惠州市人民政府副市长林添好则迅速组织指挥抢救伤者和疏导交通，并立即召集惠州市公安局、市交通局和中国共产党惠州市惠城区委员会、惠州市惠城区人民政府领导研究部署善后处理和事件调查工作，并召开新闻发布会通报事件情况。新闻发布会结束后，李达文、林添好代表中共惠州市委、惠州市政府赴医院慰问伤者。
中国共产党广东省委员会常委、中共广东省委政法委员会书记、广东省公安厅厅长梁伟发及常务副厅长罗娟先后作出批示，要求公安机关尽快查清基本案情，会同有关部门做好善后处理工作，并及时向社会公布事件情况。及后，广东省公安厅交通管理局副局长邓正雨、刑侦局刑侦专家欧桂生带队连夜赶到惠州指导事件调查工作。
事发次日，惠州市公安局交通警察支队于事发路段各个主要路口增派大量警力执勤，沿线一些小型路口亦有多名交通协管员协助指挥交通。

### 新闻发布

#### 第一、二次新闻发布会
事发当日晚22时，惠州市公安局召开第一次新闻发布会，通报了该起事件的基本情况。该次发布会由该局分管交通警察支队的副局长主持。
6月24日，即事发次日15时，惠州市公安局召开第二次新闻发布会。该次发布会由该局分管刑事警察支队的副局长蔡榕阳主持，通报了警方对该起事件的初步调查结果，并对部分争议点进行说明。通报指出，肇事车长李国清在因病休假期间，被车队队长要求回岗替班。拿齐上岗证件后，李在惠州火车站广场等了一个多小时，越等越气，直至18时24分许才等到肇事车辆进站。车辆入站后，李在盛怒之下直接开走之，沿889线正常运营路线行驶，并制造了是次事件。
而此前有传媒报道引述目击者的话，称该事件的发生原因是肇事车长接到其女被女婿杀害的电话，归家心切而丧失理智。对此，蔡榕阳称该说法不实，并指肇事车长有两个女儿，一个在湖北老家打工，另一个在惠州居住：警方与二人均已取得联系。此外，警方对肇事车长做了血液检查，排除其酒后驾车的可能性；惠州市公安局亦在履行对肇事车长进行精神鉴定的司法程序。而针对传媒对该事件的报道中死者人数不一致的情形，蔡榕阳则表示该事件的死亡人数已确认为4人，为最后一宗事故中被撞出租车的乘员。

#### 第三次新闻发布会
2009年6月25日下午17时30分，惠州市公安局召开第三次新闻发布会。该次发布会仍由该局分管刑事警察支队的副局长蔡榕阳主持，通报肇事车长李国清涉嫌构成以危险方法危害公共安全罪，并于当日下午17时被正式批准逮捕的消息，亦指出肇事的“粤L·36217”号公交车各项性能正常。此外，该局还对对该事件的更多争议点做了说明。
对于早前传媒报道所称“肇事车长在第一宗事故发生后驱逐公交车上乘客”之情形，惠州市公安局的另一位副局长郑则丰称该说法“仅是一种猜测”，且表示该局在调查后确认肇事车辆自始至终只有车长一人在车上。而对于惠州大桥附近被撞女性是否死亡的问题，郑则丰表示该位女性被撞倒后已送医治疗，且是该事件的所有伤者中伤情最重者，但无生命危险，而非网民所称的“被撞死”。
此外，针对民众对惠州市公安局描述该事件时使用的“碰刮”一词的质疑，郑则丰称，“碰刮”一词包含“碰撞”与“刮擦”之意，而肇事公交车辆合共与16辆机动车发生碰撞，及刮擦了12辆机动车，故用“碰刮”一词描述该事件，并指该词符合《中华人民共和国道路交通安全法》规定。另外，对于早前传媒报道所称之“诚通公司没有注册（即无道路客运经营资质）”一事，惠州市交通局副局长陈振翔则指该公司于2008年7月成立，且持有道路运输经营许可证。除此之外，有关部门还在该次发布会回应了民众对政府处理该事件的透明性的质疑。

### 死伤者
该次事故合共造成4人死亡、11人受伤。4名死者分别为“粤L·A8480”号出租车上的惠州籍驾驶员彭新发及三位安徽太和籍乘客赵亮、马迎标、马从金，当中后两人为叔侄关系。死者家属在殡仪馆认尸时神情悲痛，而惠州市交通局则成立事故善后处理小组，安抚死者家属情绪。
惠州市惠康医院、惠州市中医院及中国人民解放军第一七三医院收治了该次事故的全部伤者，情况均比较稳定，有三人需住院。当中有数人在事故发生后受到惊吓，精神恍惚，需接受心理治疗；其余伤者中有数人皮肤擦伤或软组织挫伤。而受伤最严重者则有脑膜出血及数个部位不同程度骨折的情况，另有两颗门牙被撞掉。

### 审判
2009年8月7日，惠州市中级人民法院公开开庭审理该事件肇事车长李国清涉嫌以危险方法危害公共安全罪一案，惠州市人民检察院在指控中陈述了该事件的整个过程。李国清则否认了检察机关的所有指控，并直接以“我什么都不清楚！”回应各项证据，称自己“当时大脑失控”。
公诉方亦与李国清的辩护律师就李国清事发时的精神状况进行论争。公诉方提供了李国清家属对其性格方面的证词、老河口市公安机关对李国清砍伤他人一事的证明，及诚通公司的职员对李国清平日的工作状态及事发前状态的证词，认为以上证词证明李的精神状态正常。辩方则称李国清“蹲在花坛边抱头不说话，上车启动就走”的行为可证其当时精神状态不正常，但被控方驳回。双方此后又就“李国清在事件发生时的一些驾驶行为能否证明其精神状况正常”之问题展开辩论。此后，辩方要求有关部门对李国清的精神状况进行司法鉴定，法庭则称会在合议庭上研究有关事宜，并择期宣判。
8月24日，惠州市公安局委托广东省精神卫生研究所对李国清事发时的精神状况进行司法鉴定。9月6日及10月10日，广东省精神卫生研究所两次对李国清进行精神检查。11月27日，该所出具鉴定结果，指李虽然有头颅外伤史及反常言行，但没有足够证据可证明其案发时有精神障碍。12月，李国清再次申请司法鉴定，但该请求未获惠州市中级人民法院接纳。
12月10日，惠州市中级人民法院第二次开庭审理该事件。30日，惠州市中级人民法院作出一审判决，认定李国清犯以危险方法危害公共安全罪，判处其死刑，剥夺政治权利终身。李国清则当庭表示上诉，其妻子黄文姐亦对传媒称“我拿我生命担保，我老公确确实实有病”。
2010年3月15日，广东省高级人民法院立案受理了李国清的上诉。之后，该院做出驳回上诉、维持原判的刑事裁定，并报请中华人民共和国最高人民法院核准死刑。最高人民法院核准广东省高院的有关刑事裁定后，惠州市中级人民法院于2012年1月12日召开宣判大会，公开宣判包括李国清案在内的三宗案件，及送达最高人民法院刑事裁定书。之后，李国清被执行死刑。

## 影响

### 对涉事线路的影响
2009年6月23日晚，惠州市交通管理总站向惠州市诚通运输有限公司开出责令整改通知书，之后又派出工作组进驻诚通公司调查干部职工思想，及查清公司管理有无漏洞。次日早晨起，889线停止服务，车厂大门紧闭；有职员在接受传媒采访时指该线路可能就此永久停办。由于该路线为惟一往来惠州市区与新圩镇的公交线路，惠州市交通局副局长陈振翔在第三次新闻发布会上指出，该局亦在考虑调整其他公交线路，保障受影响民众的出行。
8月28日，889线更名为699路，并恢复运营，但不再行驶惠州大桥，而是改行合生大桥。此外，原889线的配车除肇事车辆之外，其余车辆均投入699路运营，每台车均安装4个摄像头。

### 心理健康问题
该次事件亦引发了公众对客运行业从业员心理健康状况的关注。2009年6月25日，《新快报》刊载评论文章，指出对该类公共安全事件的处理不应只强调对相关人员行为的规范，更应重视对令人保持心理健康的环境之建设。此外，惠州市安颖心理咨询中心心理咨询师蔡宋华则认为肇事车长有攻击性人格倾向，且对社会存在不满情绪。
6月30日至7月1日，惠州市有关部门召集包括涉事的诚通公司在内的20余间道路客运业者，对客运行业从业员进行大规模心理危机干预。当中，心理咨询师对接受该次心理干预的诚通公司车长进行问卷调查，初步结果指该司车长的心理压力以工作压力及人际交往压力为主。《东江时报》亦对惠州市区的公交车及专线车车长进行随机调查，结果显示有八成六的车长指其所属公司从未安排心理辅导。

### 对客运业的影响
7月14日，惠州市交通局启动全市道路旅客运输行业整治，并成立专门工作组负责，为期两个月。该次整治以惠城区为重点，整治对向包含道路客运、出租客运、公共汽车客运、道路客运站场等多种道路客运业务。
此外，有网民建议公共交通业者应当重视客运行业从业员心理健康建设，并改善从业人员待遇。而在该次整治行动开始后，已有业者改“基本工资+提成”模式为“两班工作制+计时工资”模式，并对超时工作车长发放超时工资，但不鼓励车长加班、顶班。由于该举使得车长每月平均工资有较大幅度提高，故受到车长的欢迎。